# Casa 20 (Tremp)
La Casa 20 és una obra de Tremp (Pallars Jussà) protegida com a Bé Cultural d'Interès Local.

## Descripció
Edifici probablement aixecat l'any 1932, data que figura a la porta principal i que fa referència a la configuració general de la finca i, en particular a la de la llinda. El repicat de les façanes i la refacció d'algunes obertures han desvirtuat notablement el projecte original. Són especialment interessants els brancals de la porta principal, datables a l'època medieval.
Edifici construït pràcticament a quatre vents, malgrat que disposa de mitgera en un dels seus angles. La façana principal mostra un alçat de tres nivells (pb + 2p); els frontis són de pedra, com a resultat del repicat de l'arrebossat original. Malgrat les reformes recents, l'edifici conserva, en general, el volum i la composició de la primera meitat del segle xx.
De la porta d'accés destaquen els grans blocs de pedra que conformen els brancals, probablement pertanyents a una obertura que ha perdut la seva llinda original, substituïda de l'arc de maó visible actualment. Aquesta operació s'emmarca també en la reforma de l'any 1932, de la qual queda constància a la placa metàl·lica de la porta.